# Sullivan (Wisconsin)
Sullivan è un villaggio degli Stati Uniti d'America, situato in Wisconsin, nella contea di Jefferson.